# Chlorophyllum
Genre
Chlorophyllum est un genre de champignons basidiomycètes de l'ordre des Agaricales et de la famille des Agaricaceae. Ce sont, avec les espèces du genre Macrolepiota, les formes géantes des Lépiotes. Certaines espèces sont très toxiques, comme la lépiote de Morgan (Chlorophyllum molybdites) et il faut prendre garde de ne pas faire de confusion avec la Lépiote élevée (Macrolepiota procera) et autres espèces comestibles.
Le genre Chlorophyllum est issu d'un des deux clades (tribus) de l'ancien genre Macrolepiota .
Il fut décrit pour la première fois en 1898 par George Edward Massee, puis isolé de Macrolepiota en raison de la couleur verte de ses spores et l'absence de boucles de conjugaison (cf. Singer 1948, 1951).  Par la suite, on a découvert des boucles dans l'espèce type de Chlorophyllum  (Heinemann 1968, Natarajan and Manjula 1981, Singer 1969, Sundberg 1971), tandis que chez certaines Macrolepiota, elles sont rares ou absentes (Vellinga et al. 2003). La seule différence restant entre les deux genres étant la couleur de la sporée (verte pour les Chlorophyllum et blanche pour les Macrolepiota), quelques auteurs trouvant ce seul caractère insuffisant pour maintenir les deux genres distincts, le premier fut synonymisé avec le second (Moreno et al. 1995). 

## Liste d'espèces
Selon Index Fungorum (27 mai 2013) :
- Chlorophyllum abruptibulbum (R. Heim) Vellinga 2002
- Chlorophyllum agaricoides (Czern.) Vellinga 2002
- Chlorophyllum alborubescens (Hongo) Vellinga 2002
- Chlorophyllum bharatense Sathe & S.M. Kulk. 1981
- Chlorophyllum brunneum (Farl. & Burt) Vellinga 2002
- Chlorophyllum globosum (Mossebo) Vellinga 2002
- Chlorophyllum hortense (Murrill) Vellinga 2002
- Chlorophyllum humei (Murrill) Vellinga 2002
- Chlorophyllum madagascariense (L.M. Dufour) Heinem. 1968
- Chlorophyllum mammillatum (Murrill) Vellinga 2002
- Chlorophyllum molybdites (G. Mey.) Massee 1898
- Chlorophyllum morganii (Peck) Massee 1898
- Chlorophyllum neomastoideum (Hongo) Vellinga 2002
- Chlorophyllum nothorachodes Vellinga & Lepp 2003
- Chlorophyllum olivieri (Barla) Vellinga 2002
- Chlorophyllum rhacodes (Vittad.) Vellinga 2002
- Chlorophyllum shimogaense Sathe & S.M. Kulk. 1981
- Chlorophyllum sphaerosporum Z.W. Ge & Zhu L. Yang 2006
- Chlorophyllum subfulvidiscum (Murrill) Vellinga 2002
- Chlorophyllum subrhacodes (Murrill) Vellinga 2002